# Estissac
Estissac é uma comuna francesa na região administrativa de Grande Leste, no departamento de Aube. Estende-se por uma área de 25,66 km². Em 2010 a comuna tinha 1 859 habitantes (densidade: 72,4 hab./km²).